# باشگاه فوتبال تیانجین تیانهای
باشگاه فوتبال تیانجین تیانهای (انگلیسی: Tianjin Tianhai F.C.; چینی: 天津天海足球俱乐部; پین‌یین: Tiānjīn Tiānhǎi Zúqiú Jùlèbù) یک باشگاه فوتبال در شهر تیانجین، چین بود.
این باشگاه که در سال ۲۰۰۶ تأسیس شده در سال ۲۰۱۶ با قهرمانی در لیگ دسته اول فوتبال چین به سوپر لیگ فوتبال چین صعود کرد. از بازیکنان معروف این تیم می‌توان به الکساندر پاتو اشاره کرد.
در ژوئیه ۲۰۱۵، گروه داروهای طبیعی کوانجیان باشگاه را خریداری کرد و نامش را به تیانجین کوانجیان تغییر داد. پس از دستگیری مالکان گروه کوانجیان در دسامبر ۲۰۱۸، اتحادیه فوتبال محلی تیانجین مالکیت این باشگاه را به عهده گرفت و در ژانویه ۲۰۱۹ نام باشگاه را به تیانجین تیانهای تغییر داد.
این باشگاه در ۱۲ مه ۲۰۲۰ به دلیل مشکلات مالی انحلال خود را اعلام کرد و از مسابقات سوپر لیگ فوتبال چین کناره‌گیری کرد.